# 돌파

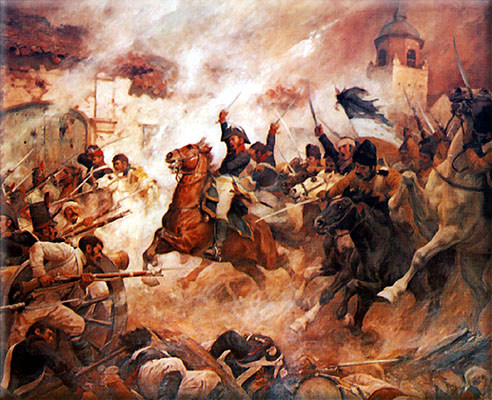

돌파(突破, penetration)란 육상 전투에서 수비측의 방어선을 찢어발기고 그 너머로 진행하는 기동이다.
돌파는 몇 가지 차이점을 제외하고 협공 운동과 매우 유사한 전략적 군사 기동이다. 관통 공격은 적진을 직진하고, 일단 통과하면 전격전 전략과 유사하게 각 측면이 회전하여 적의 후방을 공격한다.
돌파는 공격 부대가 좁은 전선에서 적의 방어선을 무너뜨리고 방어 시스템을 교란하려는 기동의 한 형태이다. 지휘관은 공격할 수 있는 측면이 없거나, 적의 방어가 과도하게 확장되어 적의 위치에서 약점이 감지되거나, 시간 압박으로 인해 포위가 허용되지 않을 때 관통을 사용한다.
돌파는 공격 가능한 측면이 없을 때 정면 공격의 일부로 수행된다. 적의 진지를 공격해 틈을 만들고 틈을 벌려 마침내 돌파하는 형태를 취한다. 돌격 및 돌파 단계의 돌파를 위해 별도의 병력이 배정된다. 관통에는 침입(break-in), 개싸움(dog fight), 탈출(break-out)의 단계가 있다. 이 단계 사이에는 명확한 경계가 없으며 겹치는 경향이 있다.
측면 공격 및 기타 형태의 기동이 관통 또는 정면 공격보다 선호된다.